# Jacob Westberg
Jacob Gustaf Ferdinand Westberg (ur. 15 grudnia 1885 w Sztokholmie, zm. 9 sierpnia 1933 w Chicago) – szwedzki lekkoatleta, długodystansowiec.
Podczas igrzysk olimpijskich w Sztokholmie (1912) zajął 22. miejsce w maratonie z czasem 3:02:05,2.
Mistrz Szwecji w biegu na 40 kilometrów (1915).